# Vanlig genett
Vanlig genett (Genetta genetta) är en art i släktet genetter som tillhör familjen viverrider. Arten beskrevs först av den svenske naturforskaren Linné, 1758.

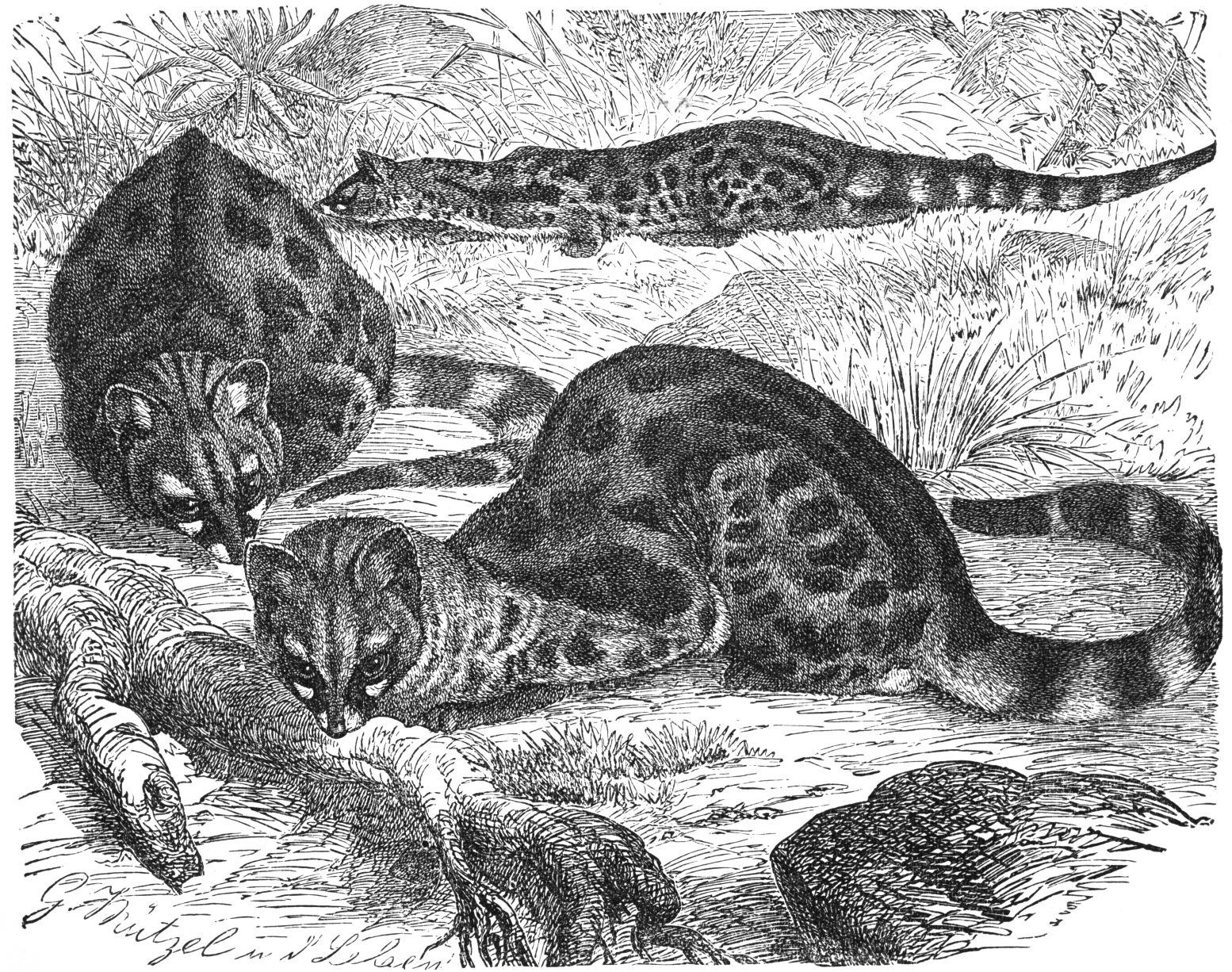
En grupp genetter

## Beskrivning
Denna art blir 50 cm lång, 15-17 cm hög över bogen, har en svanslängd på 40 cm och väger 1-3 kg. Hanarna är något större än honorna, med den totala genomsnittlängden för hanen 953 mm och för honan 936 mm. I det är svansen inräknad med en genomsnittlängd av 464 mm respektive 459 mm. Kroppen är utomordentligt smal, huvudet litet och baktill brett, nosen långt utdragen, öronen breda och trubbigt tillspetsade samt benen ganska korta. Pupillen liknar kattens och kan dra ihop sig till blott en smal springa. Pälsen är kort, tät och glänsande, färgen ljusgrå, stötande i gult, med mörka fläckar. Den långa svansen är vit i änden och är vanligtvis mönstrad med 8-13 svarta ringar.
Arten är köttätare och lever av små gnagare, fåglar och insekter, men också frukter förekommer på menyn. Genetten klättrar förträffligt och kan även simma.

## Utbredning
Vanlig genett förekommer i stora delar av Afrika och i södra Europa, i Spanien och Portugal, samt i Israel och på den Arabiska halvön.
Fossil av vanlig genett har hittats från pliocentiden i Sydafrika (1974) och Marocko (1997).

## Habitat
Den vanliga genetten föredrar torrare marker än andra arter av genettsläktet. Arten trivs i skogsmarker av alla slag och är utmärkta klättrare, men förekommer också på slättland och i bergiga trakter. Den är inte särskilt skygg och förekommer ofta i närheten av bebyggelse

## Hot mot arten
Det finns inga större hot mot arten. Lokalt utgör arten en rätt på matbordet. Vissa kroppsdelar används också för medicinska ändamål. På sina håll jagas också genetten för skinnet.

## Underarter[3]
Närmare 30 underarter av vanlig genett finns beskrivna, flertalet ifrågasatta. Följande lista är enligt Larivière & Calzada (2001) +en underart (se referens):
- Genetta genetta afra (Nordafrika)
- Genetta genetta balearica (Mallorca, Balearerna)
- Genetta genetta felina (Östafrika)
- Genetta genetta genetta (Spanien och Portugal)
- Genetta genetta granti (Sydvästra Arabien)
- Genetta genetta hintoni (Zimbabwe)
- Genetta genetta isabelae (Ibiza, Balearerna)
- Genetta genetta pulchra (Södra Afrika)
- Genetta genetta rhodanica (Södra Frankrike)
- Genetta genetta terraesanctae (Israel och Jordanien)
- Genetta genetta senegalensis (Spanien och Sudan[6])

Mammal Species of the World (2005) listar bara fem underarter.